# Westfield Hawthorn
Westfield Hawthorn, anteriormente conocido como Hawthorn Center, es un centro comercial en Vernon Hills, Illinois. Sus cuatro tiendas anclas son Carson Pirie Scott, JCPenney, Macy's y Sears. La tienda Marshall Field's cambió de nombre a Macy's el 9 de septiembre de 2006.
El centro comercial se encuentra en los terrenos anteriormente ocupados por Hawthorn Mellody Dairy, en la cual fue propiedad de la familia Cuneo. Las primeras tiendas anclas fueron Lord & Taylor, en la cual cerró en 1990 y vendieron su tienda a Carson Pirie Scott. 
The Westfield Group adquirió el centro de compras en 2002, y le cambió de nombre a "Westfield Shoppingtown Hawthorn", y en junio de 2005 le quitaron las palabras "Shoppingtown".
El promedio de impuestos para Vernon Hills, Illinois (Condado de Lake) es del 7.0%.

## Anclas
- Carson Pirie Scott (112,121 pies cuadrado)

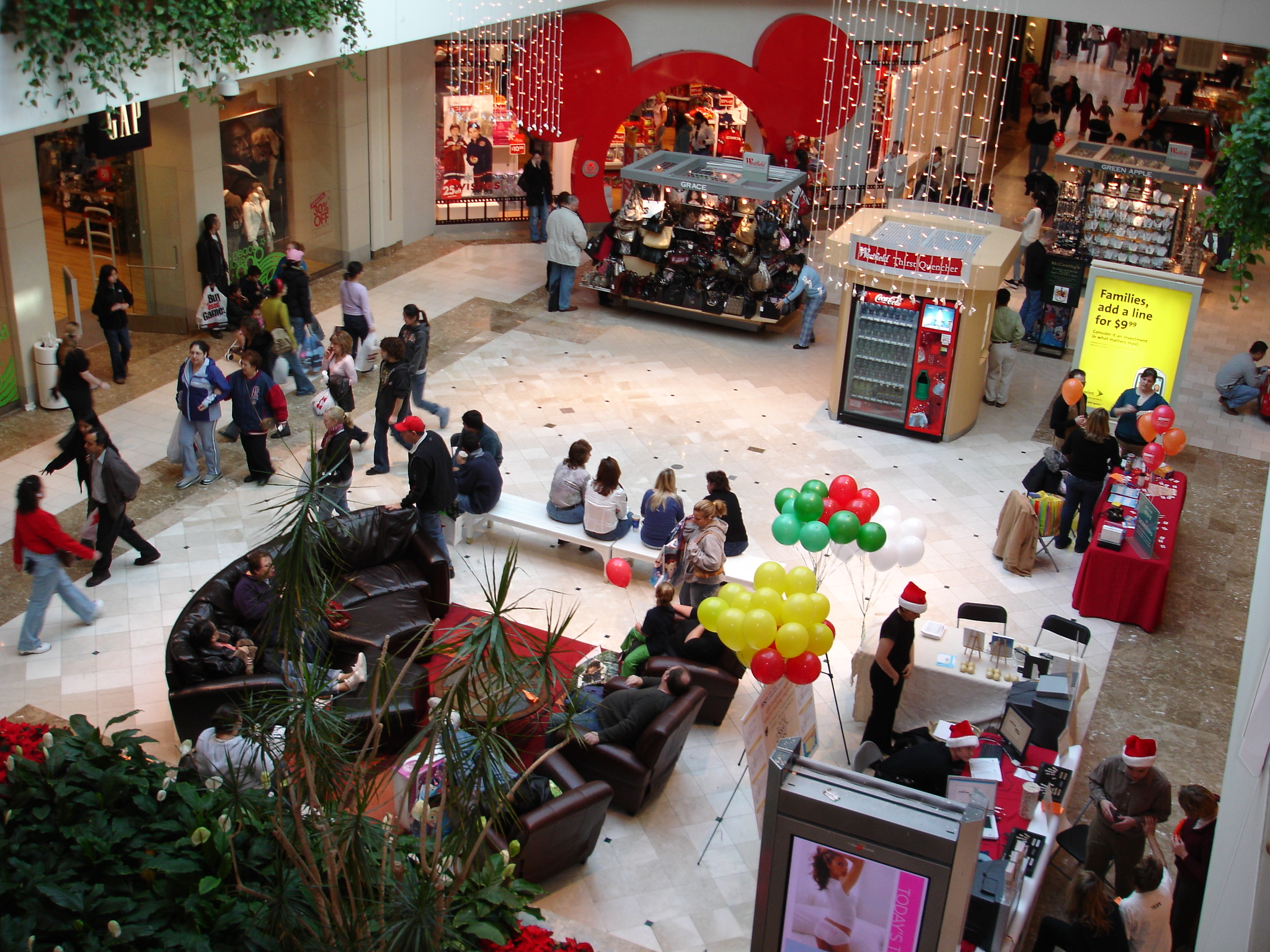
Dentro del Hawthorn mall en el «viernes negro» de 2006.

- JCPenney (196,224 pies cuadrado)
- Macy's (227,432 pies cuadrado)
- Sears (229,606 pies cuadrado)